# Codename: Kids Next Door - Operation Z.E.R.O.
Operation Z.E.R.O. é o primeiro filme feito para a televisão da série de televisão Codename: Kids Next Door (KND: A Turma do Bairro). Foi ao ar pelo primeira vez em uma sexta-feira, dia 11 de agosto de 2006 pela Cartoon Network. Está programado o lançamento por DVD.

## Enredo
Era uma vez, um adulto vilão chamado Pai, que comandava o mundo com mão de ferro, e forçava toda e qualquer criança a trabalhar em suas fábricas de pudim de tapioca. Até que um dia, seus dois filhos descobriram o lendário "Livro do KND". Um dos filhos, usando o livro como guia, uniu todas as crianças que trabalhavam nas fábricas, e finalmente, derrotou seu famigerado pai. O tempo passou, e a história deste corajoso menino, que ficou conhecido como "Número Zero", se tornou uma lenda, e para alguns, esta lenda se tornou um mito. E agora, a história está para se repetir. O diabólico Pai, que é na verdade, o filho do vilão Pai que não quis se unir ao seu irmão na batalha contra seu pai, está disposto a recuperar a memória de Pai. 
Pai, agora conhecido como Avô, planeja reconstruir seu reinado do mal ao transformar todos que foram criança um dia, em zumbis do mal. Agora cabe ao "Número Um", conseguir ajuda de todos os lugares possíveis para derrotar o Avô, e salvar o mundo!
Z.E.R.O significa: "Zero Explanation Reveals Origins", que significa: Zero (Nenhuma) Explicação Revela a Orígem ("Nenhuma explicação revela a origem"). Mas no Brasil significa: Zero Executa Rigorosa Operação.
Neste filme o único vilão do Setor V era o Pai até aparecer o avô que ocupou a liderança dos vilões do Setor V, o Pai pode transformar em uma "chama viva" já o avô pode transformar todos que ele tocar em velhos. No final, todos viram velhos e Nico descobre várias coisas sobre A Turma do Bairro e resolve jogar a base lunar em "Avô".